# Žernovice
Žernovice är en ort i Tjeckien.   Den ligger i regionen Södra Böhmen, i den sydvästra delen av landet, 120 km söder om huvudstaden Prag. Žernovice ligger 653 meter över havet och antalet invånare är 231.
Terrängen runt Žernovice är kuperad åt sydväst, men åt nordost är den platt. Runt Žernovice är det glesbefolkat, med 12 invånare per kvadratkilometer. Närmaste större samhälle är Prachatice, 3,5 km sydväst om Žernovice. I omgivningarna runt Žernovice växer i huvudsak blandskog.